# أبيل موزوريوا
أبيل تينديكاي موزوريوا (بالإنجليزية: Abel Tendekayi Muzorewa)‏ كان أسقفا وسياسيا من زيمبابوي ولد بتاريخ 14 أبريل 1925 وتوفي في 8 أبريل 2010.

## وصلات خارجية
أبيل موزوريوا على موقع الموسوعة البريطانية (الإنجليزية)
- أبيل موزوريوا على موقع مونزينجر (الألمانية)